# Christiane Papon
Christiane Papon (Viena, 3 de setembro de 1924 – Neuilly-sur-Seine, 8 de janeiro de 2023) foi uma política francesa nascida na Áustria.
Papon nasceu em 3 de setembro de 1924 em Viena, Áustria. Papon foi membro do Reagrupamento para a República (RFR) e liderou a sua ala feminina, Femme Avenir, de 1975 a 1988. Foi eleita para a Assembleia Nacional em 1986 por representação proporcional, como membro do RFR de Val-de-Marne. Ela representou o primeiro eleitorado de Val-de-Marne desde 1988 e serviu até 1993. Enquanto membro da Assembleia Nacional, Papon também fez parte do Parlamento Europeu, representando a França de 1987 a 1989.
Papon foi designada comandante da Legião de Honra em 2000, e recebeu a Grã-Cruz da Ordem do Mérito Nacional em 2008.